# Чардак у Свилошу
Чардак у Свилошу породице Бошковић, у Свилошу подигнут је 1916. године. Данас се овај чардаш налази под заштитом државе и представља културно добро од великог значаја.

## Историја
Чардак за кукуруз породице Бошковић налази се у Фрушкогорској 97, у Свилошу и подигнут је 1916. године, што се да видети према години забележеној на вратима чардака. За градитеља чардака се спомиње мајстор Велимир Исаковић. Пажња која је посвећена искључиво архитектонском изгледу чардака, сведочи нам о важности коју је његов власник придавао кукурузу. Чардак се поставља на посебно место међу обједињеним зградама за смештај и чување жита и кукуруза.

## Изглед чардака
Чардак у Свилошу има правоугаону основу, са подужним тремом и двосливним кровом који се спушта над чеоним странама. Постављен је над ниске зидане просторије од опеке, које су служиле као остава. Овај чардак је саграђен у скелетном систему, заједно са амбаром, као целовит конструктивни склоп. Формиран је у облику већег и мањег окна, са уметањем дашчицама у стубовима конструкције, за разлику од осталог дела чардака, у којем су стране од закованих летвица. На предњој страни чардака, која излази на улицу, образована је геометријска шара од водоравно, усправно и дијагонално слаганих летвица и уметнутих мањих гредица међу конструктивне. Трем са оградом је украшен с профилисаним дашчицама и украсима постављеним са обе стране стубова. Средина забата, изведеног у облику завесе од зубасто завршених дасака чије спојеве покривају лајсне, означена је дрвеном розетом, док су углови крова украшени копљастим гредицама које уоквирују резани флорални орнамент.